# Абу Саєд Чоудхурі
Чоудхурі Абу Саєд (бенг. আবু সাঈদ চৌধুরী, 31 січня 1921 — 2 серпня 1987, Лондон) — політичний і державний діяч Бангладеш, президент Бангладеш у 1972–1973 роках.

## Біографія
Народився в родині заміндарів в окрузі Тангайл провінції Бенгалія у Британській Індії. Його батько Абдул Хамід Чоудхурі у подальшому став спікером провінційної Асамблеї Східного Пакистану.
Навчався у Калькутті й Лондоні, за освітою — юрист та історик. Активно брав участь у студентському русі.
У 1960—1961 роках був членом Конституційної комісії, 1961 року став членом Високого суду Дакки, з 1963 до 1968 року очолював Комісію з розвитку Бенгалії.
В листопаді 1969 року зайняв пост віце-канцлера (ректора) Даккського університету, однак 1971 року, будучи в Женеві пішов з цієї посади на знак протесту проти геноциду, вчиненого пакистанською армією у Східному Пакистані. Після проголошення незалежності Народної Республіки Бангладеш у березні 1971 року став її представником в Англії та главою місії Бангладеш при ООН.
У січні 1972 — грудні 1973 років — президент Народної Республіки Бангладеш. У грудні 1973 року вийшов у відставку та був призначений спеціальним представником уряду з питань зовнішньої політики. У серпні — листопаді 1975 року обіймав посаду міністра закордонних справ.
1978 року Чоудхурі став членом Підкомісії ООН з попередження дискримінації й захисту меншин. 1985 року очолив Комісію ООН з прав людини.